# Acropora mossambica
Espèce
Statut CITES
Acropora mossambica est une espèce de coraux appartenant à la famille des Acroporidae.